# Aphanius
Aphanius é um género de peixe da família Cyprinodontidae.

## Espécies
Este género contém as seguintes espécies:
- Aphanius almiriensis Kottelat, Barbieri & Stoumboudi, 2007
- Aphanius anatoliae Leidenfrost, 1912
- Aphanius apodus Gervais, 1853
- Aphanius arakensis Teimori, Esmaeili, Gholami, Zarei & Reichenbacher (de), 2012 [1]
- Aphanius asquamatus Sözer, 1942
- Aphanius baeticus Doadrio, Carmona & Fernández-Delgado, 2002
- †Aphanius crassicaudus  Agassiz 1839[2]
- Aphanius danfordii Boulenger, 1890
- Aphanius darabensis Esmaeili, Teimori, Gholami & Reichenbacher 2014 [3]
- Aphanius dispar Rüppell, 1829
  - A. d. dispar Rüppell, 1829
  - A. d. richardsoni Boulenger, 1907
- Aphanius farsicus Teimori, Esmaeili & Reichenbacher, 2011
- Aphanius fasciatus Valenciennes, 1821
- Aphanius fontinalis Akşiray, 1948 [4]
- Aphanius furcatus Teimori, Esmaeili, Erpenbeck & Reichenbacher, 2014 [5]
- Aphanius ginaonis Holly, 1929
- Aphanius iberus (Valenciennes, 1846)
- Aphanius iconii Akşiray, 1948 [4]
- Aphanius isfahanensis Hrbek, Keivany & Coad, 2006
- Aphanius kavirensis Esmaeili, Teimori, Gholami & Reichenbacher, 2014 [3]
- Aphanius maeandricus Akşiray, 1948 [4]
- Aphanius marassantensis Pfleiderer, Geiger & Herder, 2014[4]
- Aphanius mento Heckel, 1843
- Aphanius meridionalis Akşiray, 1948 [4]
- Aphanius mesopotamicus Coad, 2009[6]
- Aphanius pluristriatus J. T. Jenkins, 1910
- Aphanius punctatus Heckel, 1847
- Aphanius saldae Akşiray, 1955 [4]
- Aphanius saourensis Blanco, Hrbek & Doadrio, 2006
- Aphanius shirini Gholami, Esmaeili, Erpenbeck & Reichenbacher, 2014 [7]
- Aphanius sirhani Villwock, Scholl & Krupp, 1983
- Aphanius sophiae Heckel, 1847
- †Aphanius splendens Kosswig & Sözer, 1945
- Aphanius stiassnyae Getahun & Lazara, 2001
- Aphanius sureyanus W. Neu, 1937
- Aphanius transgrediens Ermin, 1946
- Aphanius villwocki Hrbek & Wildekamp, 2003
- Aphanius vladykovi Coad, 1988